# Lori Goldston
Lori Goldston, née en 1963, est une violoncelliste américaine. Elle a tourné comme violoncelliste pour le groupe Nirvana en 1993-1994. Elle apparaît sur leur album live MTV Unplugged in New York. Elle est membre de l'orchestre Black Cat Orchestra et Spectratone International.